# Толбаст, Борис Степанович
Бори́с Степа́нович То́лбаст (эст. Boriss Tolbast; 27 марта 1922, Васкнарва, Ида-Вирумаа — 24 января 1977, Таллин) — советский эстонский государственный и партийный деятель, спортивный организатор, депутат Верховного совета СССР 3-го и 4-го созывов.

## Биография
Согласно официальной биографии, родился в 1922 году, окончил Таллинский техникум (1940). По другой версии, родился в 1916 году, в 1936 году эмигрировал из Эстонии в СССР, где в 1940 году окончил Ленинградский институт журналистики.
В 1941 году — первый секретарь Таллинского горкома комсомола.
В годы Великой Отечественной войны работал на различных должностях в ЦК ЛКСМ Эстонии в эвакуации, также был политработником в Красной армии. Член КПСС с 1944 года. В 1944—1945 годах — второй секретарь ЛКСМ Эстонии. В 1945—1948 годах учился в Высшей партийной школе при ЦК ВКП(б), затем в 1948—1949 годах — секретарь Таллинского районного комитета ЛКСМ.
В 1949—1955 годах — первый секретарь ЦК ЛКСМ Эстонии. Одновременно в 1948—1956 годах — член ЦК КПЭ, в 1954—1956 годах — кандидат в члены бюро ЦК КПЭ.
Избирался депутатом Верховного совета СССР 3-го и 4-го созывов (1950—1958).
В 1955—1961 годах — председатель Комитета по физической культуре и спорту Совета министров Эстонской ССР, также с 1959 года — председатель Организационного бюро Эстонского республиканского совета спортивных объединений и организаций. В 1961—1964 годах возглавлял Федерацию лёгкой атлетики Эстонской ССР.
В 1961—1972 годах — секретарь Президиума Верховного Совета Эстонской ССР.
Скончался в 1977 году в Таллине. Похоронен на кладбище Метсакальмисту.

## Награды
- Два Ордена Трудового Красного Знамени (28.10.1948)
- Орден «Знак Почёта» (27.04.1957) — «за успехи, достигнутые в деле развития массового физкультурного движения в стране, повышения мастерства советских спортсменов, и успешное выступление на международных соревнованиях»

## Семья
Родился в русской семье, отец — Степан Махов. Рано потерял родителей и был усыновлён семьёй своей тётки Ольги Маховой-Толбаст.
Супруга Нина Сергеевна Толбаст (Храброва, 1920—1998), сын Борис.